# Ludwig Buddensieg
Ludwig Buddensieg (ur. 30 grudnia 1884 w Weißenfels, zm. 1968) – zbrodniarz hitlerowski, dowódca batalionu wartowniczego SS w obozie koncentracyjnym Flossenbürg i SS-Hauptsturmführer.
Członek NSDAP (nr legitymacji partyjnej 68046, odznaczony Złotą Odznaką Partii) i SS (nr identyfikacyjny 3868). Buddensieg pełnił służbę w obozie we Flossenbürgu od 30 sierpnia 1939 do 31 marca 1944 roku, początkowo jako dowódca kompanii, a następnie jako dowódca batalionu wartowniczego. Odpowiedzialny za rozstrzeliwanie więźniów, którzy usiłowali uciec lub nawet tylko zbliżyli się do obozowego ogrodzenia. Po wojnie zeznał, iż podlegli mu strażnicy zastrzelili ponad 100 więźniów.
W pierwszym procesie załogi Flossenbürga przed amerykańskim Trybunałem w Dachau Buddensieg za swoje zbrodnie skazany został  na dożywotnie pozbawienie wolności. Zwolniono go jednak z więzienia w Landsbergu 9 lutego 1951 roku.